# Günther Theuring
Günther Theuring (ur. 28 listopada 1930 w Paryżu, zm. 22 marca 2016 w Wiedniu) – austriacki dyrygent, chórmistrz, pedagog, profesor Konserwatorium Wiedeńskiego, założyciel Wiener Jeunesse-Chor i Vienna Master Courses.

## Życiorys
Günther Theuring rozpoczął kształcenie muzyczne w Wiedeńskim Chórze Chłopięcym (Wiener Sängerknaben). W następnych latach studiował dyrygenturę w Konserwatorium Wiedeńskim (Universität für Musik und darstellende Kunst Wien), m.in. u Ferdinanda Grossmanna (chór) i Hansa Swarowsky'ego (orkiestra).
Od 1955 roku kierował chórem kameralnym Akademii Wiedeńskiej, z którym odbył 4 tournée po Stanach Zjednoczonych, organizowane przez Columbia Artists Management w Nowym Jorku.
W 1959 roku Günther Theuring założył Wiener Jeunesse-Chor (Wiedeński Chór Młodzieżowy). Członkami honorowymi tego chóru byli Paul Hindemith i Leonard Bernstein (chór nagrywał wokalno-instrumentalne utwory Bernsteina). Od 1960 roku występował jako dyrygent wielu chórów w Belgii, Niemczech (Rundfunkchor Berlin), Izraelu, Hiszpanii, USA, Japonii i Austrii. Dyrygował gościnnie licznymi orkiestrami (Wiener Symphoniker, Orkiestra Gewandhaus w Lipsku, Orchestra Filarmonica della Scala, orkiestry symfoniczne w Pradze, Jerozolimie, Budapeszcie, orkiestra Filharmonii Słowackiej, Mozarteum w Salzburgu i inne). Był zapraszany do udziału w „Wiener Festwochen” i festiwalach w wielu salach koncertowych świata.
W 1971 roku założył „Ensemble Contraste, Wien”, który przyczynił się do wzrostu reputacji drugiej szkoły wiedeńskiej oraz odnowienia zainteresowania muzyką Gustava Mahlera. W 1973 roku został mianowany profesorem zwyczajnym dyrygentury chóralnej w macierzystym Konserwatorium Wiedeńskim, a od 1975 prowadził również założone przez siebie wiedeńskie kursy mistrzowskie (Wiener Meisterkurse), które stały się jedną z wiodących na świecie letnich akademii muzycznych; był jej dyrektorem artystycznym.
W 1987 roku był dyrektorem artystycznym Pierwszego Światowego Sympozjum Muzyki Chóralnej (Erstes Weltsymposium für Chormusik) w Wiedniu, organizowanego przez Österreichische Gesellschaft für Chormusik i Międzynarodową Federację Muzyki Chóralnej IFCM).
Od 1999 roku zajmował stanowisko profesor emeritus.

## Dorobek
Największe zainteresowanie wzbudziły nagrania:
- Christmas around Europe : seasonal music from Slovenia, Germany, Finland, Poland, Czech Republic, Sweden and Spain (4 edycje w 2002, BBC Music Magazine)
- L'Orfeo, Claudio Monteverdi (15 ed. w okresie 1968–2015)
- Missa Papae Marcelli ; Tu es Petrus, Giovanni Pierluigi da Palestrina (4 ed. w okresie 1954–1963)
- St. Matthew Passion, Heinrich Schütz (2 ed. w okresie 1960–963)
- 22 canons, Wolfgang Amadeus Mozart (4 ed. w okresie 1959–1967)
- The Vienna Academy Chorus sing Mozart, Schubert, Lotti, Strauss, Wiener Akademie-Kammerchor (4 ed. w 1965)
- Stabat Mater ; Pater noster ; Super flumina Babylonis, Giovanni Pierluigi da Palestrina (2 ed. w 1954)
- Synagogische Kompositionen, Salomon Sulzer (1 ed. w 2000)
- L'Orfeo : favola in musica, Claudio Monteverdi (3 ed. w okresie 1968–1992

oraz książka Schule des Blattlesens (André Finck i Günther Theuring, 7 wydań w okresie 1969–1992)

## Odznaczenia
- Goldenes Verdienstzeichen der Republik Österreich (1970)
- Österreichisches Ehrenkreuz für Wissenschaft und Kunst I. Klasse (1984)